# Alain Connes
Alain Connes (ur. 1 kwietnia 1947) – francuski matematyk, profesor instytutu w Bures-sur-Yvette, członek Francuskiej Akademii Nauk.

## Życiorys
Promotorem jego rozprawy doktorskiej był Jacques Dixmier. W 1982 otrzymał medal Fieldsa za prace z zakresu algebr operatorowych i algebr von Neumanna. W 2001 uhonorowany Nagrodą Crafoorda.
W 1974 i 1986 wygłosił wykłady sekcyjne, a w 1978 wykład plenarny na Międzynarodowym Kongresie Matematyków.